# 幻影ヲ駆ケル太陽
『幻影ヲ駆ケル太陽』（げんえいヲかケルたいよう、il sole penetra le illusioni）は、2013年7月から9月まで放送された日本のテレビアニメ作品。通称『幻影太陽』。本項目では、関連作品を含めた『幻影シリーズ』全般を解説する。

## 概要
人々に不幸をもたらすタロット、それに対抗するタロットという2種類のタロットに支配された世界を舞台とし、前者のタロットを宿した魔物から世界を守るために、後者のタロットの力を行使して戦う4人の少女たちを主人公としたバトルアクション作品。自らの意思に関係なく戦いを強いられながらも、友情や絆を育み成長していく姿を描く。
原案となったのはアニマのオリジナルアニメ企画『幻影のメサイア BLOOD of FORTUNE』（げんえいのメサイア ブラッド・オブ・フォーチューン）。2013年2月20日に1枚のタロットカードのみ描かれたティザーサイトが開設され、3月2日に正式な公式サイトが開設。正式タイトルとメインキャストが公表された 後、3月30日にアニメ コンテンツ エキスポ 2013で行われたイベント「幻影ヲ駆ケル太陽@ACE2013」にて作品概要が発表された。
監督は『魔法少女リリカルなのはシリーズ』を手掛けた草川啓造、制作はAICが担当するほか、シリーズ構成・脚本の伊藤美智子、キャラクターデザインの友岡新平、音楽の加藤達也など、草川が以前に監督を務めた作品 に参加していたスタッフが名を連ねている。
衣装が変化して能力を得て戦う、いわゆる「変身もの」が多い中で、本作では変身後でも衣装は変化せず、髪型と表情のみを変化させる表現がなされている。これは、2つの顔があることで本作の「個性や物語性を特徴づける」という目的の元でこの手法が採られており、他作品との差別化が図られている。
公式サイトの「Introduction」に記載されている文章の「処刑人か、救世主か」というコンセプトが指し示す ように全体的にシリアスな作風である。
長崎県をモデルにした架空の街「永瀧」（ながたき）を主な舞台としており、劇中には同県に実在する名所も登場する。
なお本作の別シリーズとして、アメリカを舞台にしたウェブ小説『幻影に舞う白銀』（げんえいにまうはくぎん）の連載計画がアニマ公式サイトにて2014年12月に発表された。2015年3月より連載中。

## あらすじ
タロット占いが大好きな少女・太陽あかりは幼少時に母・太陽ひなたを亡くして以降、永瀧の親戚に引き取られて平和に暮らしていた。しかし、共に暮らしている従姉妹の心崎冬菜がある日を境に突然自分に冷たく接するようになり、とまどいを感じていた。そして、その日を境にあかりの生活は一変してしまうようになる。
そんな中、あかりは以前出会ったある人物と再会する。その人物の正体はセフィロ・フィオーレ永瀧支部の人間エティア・ヴィスコンティであり、エティアはあかりをセフィロ・フィオーレに勧誘するために彼女の身辺調査を行っていた。あかりはすでに"タロット使い"としての能力に目覚め始めており、それに加えエティアの口から自身の母が実はセフィロ・フィオーレに所属していたタロット使いだと知り、自身も母と同じ道を歩むことを決意し、セフィロ・フィオーレ永瀧支部への入学を決断する。セフィロ・フィオーレ永瀧支部へ入学後、あかりは先日自身を窮地から救った3人の少女である星河せいら、白金ぎんか、月詠るなと再会し、彼女たちとチームを組んでタロット使いとしての活動をするよう命じられる。
だがセフィロ・フィオーレに入って初めての任務にあかりが挑もうとしたところ、レグザリオの人間の手によって封印されていたあかりの記憶がよみがえったことであかりは精神的ショックに陥り、戦うことができなくなりチームを危険な目にあわせてしまう。任務自体は他のメンバーの奮闘で無事成功したものの、"ダエモニアの討伐とは人を殺めること"というタロット使いの宿命に耐え切れずにあかりはセフィロ・フィオーレ永瀧支部から脱走してしまう。脱走中にダエモニアと遭遇したがその際に「ダエモニアの声が聞こえる」という体験をしたことで、あかりは自身のやるべきことを自覚し、セフィロ・フィオーレ永瀧支部に戻り再び激闘の日々に身を投じることを決意する。
生い立ちもタロット使いとしての信念も価値観もバラバラなメンバーのもと、あかりチームは過酷な任務の日々に邁進する。そうした日々の中、次第にせいらは同じ永瀧支部に所属するプリシラ・トワイライトとメルティナ・メルヴィスのチームに入ることを望むようになる。せいらにとってあかりはまさに水と油のような存在であり、そのあかりの理念に他のメンバー2人が次々に同調していきその理念の下で動くような今の自身のチームは信用に値せず、加えて息苦しさも感じたからである。それから数日たったある日いつものように出動命令が下ったが、せいらはこれをあかりチームでの最後の任務とし、終了後は正式にプリシラとメルティナのチームに移籍することを決意していた。
ところが、その任務で殲滅すべきダエモニアは何と先日知り合ったあの優しく誠実な自身の友人であった。自身の信念を崩壊させるような辛い現実を目の当りにし、パニックに陥るせいらであったが、あかりは「ダエモニアとなった彼女の声を聞くこと」の必要性をせいらに説き伏せ、そのあかりの助言のもと、彼女の声を聞き、彼女の想いを知ったせいらは断腸の思いで彼女を殲滅した。この出来事をきっかけにせいらは本当の気持ちをあかりに打ち明け、せいらもあかりの信念を理解するようになった。一方、その光景の影でるなの暗い表情が影を落とすのであった。
束の間の休息が終わった後はより一層の過酷な運命があかりたちを襲った。まず、対カードとの戦いにおいて、ぎんかが消滅。メンバーのひとりの事実上の死と同然の事態に悲しみを隠せないセフィロ・フィオーレ永瀧支部の面々。さらにるながそれにより心にダメージを受け一時帰宅してしまう。帰宅先の実家で心身を癒す日々を送るものの、そこにケルブレムという少年が現れ、彼の手により自身の憶測に眠る心の闇を抉りだされたことで彼女の心にスキが生まれ、いともたやすくケルブレムにダエモニアにされてしまう。
実はケルブレムの正体は自我意識のある高等ダエモニアであり、彼は野望の実現のためなら手段を選ばない悪徳政治家・袴田一郎と結託しており、その袴の依頼により永瀧でいくつかのダエモニア事件を引き起こしており、セフィロ・フィオーレ永瀧支部がこれまでに担当したいくつかのダエモニアの件も彼の仕業であった。
2人となってしまったあかりとせいらにいつものように出動命令が下るが、そこで待っていたのは、ダエモニアと化したるなであった。2人はるなの手によりあえなく戦闘不能に陥り、せいらはそのうえタロット使いとしての能力を失ってしまう。ぎんかの消失、るなの離反により、心身ともに疲弊しきったあかりたちは徐々に消耗していく。さらに、ケルブレムと袴の策略により、セフィロ・フィオーレ永瀧支部は焼き討ちに遭い、ついにあかりたちは住居すらも失ってしまい、途方に暮れるが、あかりは昔働いていたバイト先の元上司の占い師たちを思い出し、一か八か助けを元上司の占い師たちに求めたところ、彼女たちは永瀧支部の一行に手を差し伸べ、永瀧支部の一行はそこから体制を立て直すこととなる。
一方せいらは、るなを探すために他のメンバーに何も告げず自らるなの探索に乗り出す。ある廃屋にて、ついにるなを発見したものの、そこで待っていたのはケルブレムとるなであった。あかりの信念を理解して以降、仲間の大切さを学んだせいらはるなを殺すことができないまま、苦しい戦いを強いられる。
その頃、あかりはエティアから彼女に関わる重大な事実を知らされることとなる。それはあかりが人間である母親とダエモニアとなってしまった父親との子つまりダエモニアと人間のハーフであるという衝撃的な事実であった。ダエモニアの血を引いている故、あかりはダエモニアの声が聞けたのであった。その事実を知らされたあかりは初めこそ驚きの色を隠せなかったものの、その運命を受け入れる決意をし、そのうえでるなを助けるために単身ケルブレムの元に向かうことを決意。
ケルブレムの元に向かったあかりは、そこでケルブレムと取引をすることとなる。ケルブレムの本来の目的はダエモニアとのハーフであるあかりと交配することで、ダエモニアの存在を絶大なものにすることであった。あかりは自身の取引に応じるなら、るなを解放すると言ったケルブレムの取引に応じる。利害が一致し、ケルブレムがあかりに魔法をかけあかりが気を失った瞬間、るなは元通りの姿に戻り、せいらも能力を取り戻した。
あかりは単身ケルブレムに導かれてクレシドラへと赴く。そこで再びケルブレムに魔法をかけられ、気を失った彼女が目を覚ますと、それは彼女がタロット使いになる前の体験を完全に再現した世界であった。実はそれはケルブレムが仕掛けた装置により起こる現象であり、彼女を装置に閉じ込めたのち、彼女自身の心の傷となった直接的な体験を幾度も繰り返すことによって彼女を疲弊させ、精神が崩壊すればたやすく交配できるという計画であった。
同じ頃、るなはせいらと共に永瀧支部のメンバーが待つ家に戻り、満身創痍だったメンバーを魔法によって治療。その後、るなとせいらはあかりを救出するため、クレシドラに向かう。その最中、せいらはるながダエモニアとなってしまった原因を知ったこと、その上でるなは大切な仲間であることをるなに伝える。その後ラプラスがレグザリオ本部からケルブレムの抹殺指令を受ける。そしてラプラスはその指令と共にレグザリオ上層部から渡された"審判の剣"を従え、シュレディンガーを介してエティアとアリエルにケルブレムの抹殺の命令を行う。レグザリオ上層部やラプラスの考えがどうであれ、あかりを救うことを最優先した二人はその依頼を了承する。
るなとせいらはクレシドラにたどりついたが、直後クレシドラに存在する異形の生物との戦いが始まる。るなは弱くて情けない姿も何度も見せてきた自分自身を切り捨てることなく受け入れてくれたチームのメンバーであるあかり・せいら・ぎんかに報いることを決意し、それまで抱いていた恐怖心をかなぐり捨てて自身も直接戦闘に参加する。その姿に、初めはせいらは驚いたものの、成長したるなを見てせいらも自身の事のように喜び、あかりを救うための過酷な戦いの中で勇気が湧いた。しかし、二人はその後敵の怪物たちの痛烈な反撃に会いピンチに陥るが、その直後ありえない人物が彼女たちをピンチから救う。その人物とは、対カードとの戦いにおいて消滅したはずのぎんかであった。るなとせいらはぎんかとの再会を喜ぶが、息つくも暇もなくあかりを助けるための戦いを再開する。
せいらたちが戦う一方で、あかりもまた戦い続けていた。繰り返される、「ダエモニアになった冬菜との戦い」。ケルブレムはあかりに対し、楽になりたければ冬菜と本格的に向き合うのはやめ、流れにそのまま身を任せたほうがいいと言うものの、断固として彼女は首を縦に振らなかった。その後も冬菜との対峙を繰り返す中、あかりの奮闘が実ったのか次第に冬菜があかりに対して抱えていた気持ちを徐々に告白しはじめ、最終的にあかりは冬菜の気持ちを理解するようになる。ありえない事態に業を煮やすケルブレム。野望を実現できないと悟ったケルブレムはあかりを殺害しようとするが、エティアとアリエルが審判の剣を作動させ、ケルブレムの仕掛けた装置を破壊したことで間一髪あかりはケルブレムの魔の手から逃れることができた。その後万策尽きたケルブレムは力を解放し、おぞましい巨大なダエモニアとなって彼女たちに襲いかかる。プリシラとメルティナも加勢し、あかりたち6人はケルブレムとの最後の戦いに挑み、激闘の末見事ケルブレムを倒した。
その後、あかりチームは他の支部への異動が決まり、そこに向かうべく永瀧の街の路面電車に乗る。ケルブレムとの戦いにおいて仲間の絆の大切さを改めて知ったあかりたちは、まだ見ぬ新たなる世界、そして新たなる戦いへと身を投じるのであった。

## 登場人物

### メインキャラクター
太陽 あかり（たいよう あかり）
声 - 門脇舞以
本作の主人公。8月19日生まれ。12歳。血液型はO型。タロットカードは太陽。
亡き母譲りのタロットカードが大好きな女の子。伯父宅に寄宿しながらアルバイトとして占い師をやっていたが、ある日魔物ダエモニアと化した冬菜に襲われたことをきっかけとして、「エレメンタル・タロット」のタロット使いに覚醒する。アルバイト先を襲ったダエモニアを討って意識を失っていたところを、セフィロ・フィオーレの一行に助けられる。太陽の力の影響で、彼女の近くにある植物は成長が早い上に巨大化する（その巨大化した植物に彼女自身が巻き付かれることもある）。エティア曰く、「最後の22人目のタロット使い」。
後述の理由でダエモニアの声が聞け、自分の体に触れている者にその声を聞かせることやダエモニアと会話させることが出来る。
episodio XIでエティア達から、自分の父親がダエモニアに感染したレグザリオ直轄のダエモニア研究者で、自分はタロット使いとダエモニアの間に生まれたハーフだと聞かされる。彼女の父親のことはレグザリオの機密事項である。
正義感が強く、性格は優しく天真爛漫であり、友達に対しても優しく分け隔てなく接する。その性格の良さは、冬菜やケルブレムが「太陽のようだ。」と評するほど。だが、その『太陽のような』性格の良さが、皮肉にも冬菜がダエモニアとなってしまった悲劇を招き、一時的とはいえるなを苦しめる要因ともなった。そのことをケルブレムは「太陽の光がまぶしすぎても害になる」と揶揄している。
ダエモニアと化した冬菜に襲われたことがきっかけで自身のタロット使いとしての能力が覚醒し、その力をもってして冬菜を殲滅したが、セフィロ・フィオーレ永瀧支部の人間たちの手でその記憶を操作されていて冬菜の殲滅の記憶は忘却していた。しかし、セフィロフィオーレ入学直後の任務でその記憶を思い出したことで、冬菜にしたことを再び行うことつまりその手で再び人を殺めることに対する罪悪感と嫌悪感に押し潰され初めての任務は失敗に終わり、さらには耐えきれなくなりセフィロ・フィオーレ永瀧支部を脱走してしまうが、その後あるダエモニアに関わりそのダエモニアの「声を聞く」という体験をした結果、自らにできることはなにかを模索し、再び殲滅任務の戦いに身を投じる。
「ダエモニアの声が聞こえる」ということで、ダエモニアの声を聞くことに集中するあまり、ダエモニアとの戦闘中に自身や自身の仲間を危険に晒してしまい、せいらからそのことを批判されることもあった。
辛く過酷な戦いの日々の中でも、自身の信念を曲げず、仲間たちのことを大切にするあかりに、他のメンバーたちは魅了されていき、あかりの存在が彼女たちの希望の象徴ともなっていった。
テネブライモード時には髪が伸び、右目が隠れる。また、吊り目になり、クールな印象になる。「レイピアソード」に炎をまとわせ、ダエモニアと戦う。ケルブレムとの決戦では、髪を手のように操ってガードをこじ開けるという能力を見せた。
『幻影のメサイア』
ぎんか・シャルロット・舜蘭と共に余津浜支部で活動。
星河 せいら（ほしかわ せいら）
声 - 喜多村英梨
あかりのチームメイト。5月17日生まれ。13歳。血液型はA型。好物はササミサラダ。タロットカードは星。
かつては余計なことを考えまいとダエモニア殲滅任務に関しても冷徹な姿勢で臨み、ダエモニアは絶対悪として容赦なく殲滅するというスタンスを貫いていた。これは幼い頃、幼馴染の小野寺真美（まなみ）（声 - 佐藤美由希）をダエモニアに殺されたという出来事がその理由でもある。
前述の性格傾向に加えこのような過去の体験から、それまではダエモニアになった人間のことは「同情の余地が全く無い愚かな人間」と断罪することで、私情を挟むことなく殲滅任務に徹してきた。このため、当初は「ダエモニアの声が聞こえる」としてダエモニアに情けをかける状態で戦いに臨んでいたあかりやあかりに同調するぎんか・るなが理解できずに、そのようなスタンスを取る彼女たちを批判していた。
しかし、三島花苗（声 - 浜崎奈々）との出会いが、せいらにとっての大きな転換点となる。街でたまたま花苗と知り合い意気投合し、親睦を深める中で胸の病に苦しむ親友に何が出来るかと花苗が悩んでいたところを、自分が「やれることをやればいい」と言ったがために、そのせいらのアドバイスを純粋に真に受けた花苗はケルブレムにたやすく懐柔され、ダエモニアとなってしまった。ダエモニアとなってしまった花苗の殲滅任務の担当となったのは奇しくもせいらのチームであった。花苗の誠実で友人想いである人柄を知っているせいらにとって花苗がダエモニアになってしまったという事実はせいらが抱いていた「ダエモニアになる人間は例外なく愚かで身勝手な人間」というそれまでの自身の信条を打ち砕くものであり、パニック状態に陥ったせいらはダエモニア化した花苗を前に放心状態に陥る。しかし、あかりの励ましと協力でダエモニア化して苦しむ花苗と会話し、花苗の想いを知った上で身を切る思いで花苗を殲滅した。その後、実は自分自身はダエモニアに立ち向かう覚悟がなかった 事をあかりに告白した。
episodio Xでるな襲撃時に首筋を咬まれた。この時の傷跡には黒い蝶の痣ができ、その呪いによりアストラルクスに入る力を失ってしまう。るなが元に戻るとともに能力も復活し、るなと共にあかりの救出に向かう。彼女の部屋には真美が殺された日に彼女の誕生日祝いに買ったアルパカの置物が置いてある。
前述のように花苗の殲滅任務を経験したことや、あかり・るな・ぎんかと苦楽を共にするうち、当初の非情な性格から変化が見られ、あかりの信念を理解するようになり、さらにアニメ本編終盤では仲間の絆の大切さを理解するようになる。
テネブライモード時は、ツインテールが伸び、後ろ髪が三つ編みになる他、頭部左右と両手の甲から水晶が生える。左手の水晶から展開する「水晶の弓矢」でダエモニアと戦う。
『幻影のメサイア』
るなと共にロンドン支部へ出張。
月詠 るな（つくよみ るな）
声 - 徳井青空
あかりのチームメイト。11月18日生まれ。12歳。血液型はAB型。タロットカードは月。
大財閥「月詠財閥」のお嬢様。典型的なお嬢様タイプの人間であるが、やや天然な一面もある。
あかりに憧れていて、常に彼女のことを気にかけている。
テネブライモードでは髪が伸び、狼の耳と牙が生える他、目つきが鋭くなる。アニメ本編中盤までは「癒しの力」という回復技を使って、両手のひらからツタ、葉や苞を発生させる。アニメ本編終盤（episodio XII・episodio XIII）においては、それに加え鉤爪による直接攻撃も行う。
元々、るなの親族は一族の権力争いが絡んだことやタロット使いとしての能力を持って生まれたるなを異常な人間として見ていたこともあって彼女と双子の姉・せれな（声 - 小松未可子）を疎んじていた上に、せれなが謎の失踪をして以来、前述の力を持っていたるなにますます疑念を持ったために、彼女の親族一同はるなのことを忌まわしい存在として邪魔物同然に扱っている。そのため、彼女が信用をおける身内は彼女自身の執事（声 - 長克巳）1人だけである。
元来引っ込み思案の性格の上、前述のように周囲の人間に疎んじられながら育ったため、それに拍車がかかり、過度の内気で臆病かつ心の弱い人間となってしまう。そのため、タロット使いになりたての時期はダエモニアとの戦いにおいても恐怖のあまり、到底戦える状態にはなかったほど。そのような自分自身に優しく接してきたあかりに姉の面影を重ねており、あかりのダエモニアの声を聞くという突拍子も無い行動を当初から積極的に支援するようになる。しかし、前述の過去の体験から自身を愛してくれる人間と再び出会うことを渇望していたため、あかりがその心の隙間を埋め合わせてくれる存在になったことであかりに対する依存心と執着心が徐々に強くなっていた。そしてその後あかりがせいらへも分け隔てなく優しく接している光景を目撃したことで、せいらにあかりを奪われることへの恐怖心や、せいらに対して嫉妬心を抱くようになり、それらの心の闇を抱えたまま日々を送るようになる。
ぎんかが消滅したことにショックを受け、姉との思い出の地である別荘で静養する事になったが、あかりに化けたケルブレムに自身の心の弱さや前述のような心の闇を抱いていることをつけこまれ、皇帝のディアボロス・タロットを胸に突き刺されてしまう。その後、狼のダエモニアとして過度の内気で臆病かつ心の弱い性格から凶暴な性格と化し、狼のダエモニアと化した事から服装の手袋と下半身の服装と靴が破れ、帽子と上半身の服装だけになり、目付きが凶暴で歯には牙が出来、手は大きな爪と肉球、半身の後ろに尻尾が存在するようになる。あかりとせいらを襲撃し、せいらの能力を奪いあかりをダエモニア側へ来るように誘うが、あかりに逃げるように心の声で叫んだりと、人間としての心が残っていた。
あかりがケルブレムとの取引に応じた事で元に戻り、せいらと共にあかりの救出に向かう。その際、るながこれまで抱えてきた心の闇を全て知った上でせいらが「るなの弱いところも含めてるなの全てを受け入れる」という言葉をかけてくれたこと、そしてあかりをはじめ仲間達が弱い自分を最後まで見捨てずに仲間として接してくれたことを振り返ったことで、あかりへの過度の依存心を含めたそれまでの自分の弱さと甘さを見つめ直し、自ら戦う事を決意、手袋を取り鉤爪での接近戦を行うようになった。
『幻影のメサイア』
せいらと共にロンドン支部へ出張。
白金 ぎんか（しろかね ぎんか）
声 - 巽悠衣子
あかりのチームメイト。1月14日生まれ。13歳。血液型はB型。タロットカードは節制。
劇中ではステレオタイプな関西人キャラとして描かれている。ディスカウントチェーン「サンチョ・パンサ」社長の娘で、正義感は強いが、打算的な面も持つ。幼少の頃に父の商売の失敗で借金取りに追われる生活を経験した反動で、部屋に多くの物を置いていないと落ち着かない性分になっている。あかりと同じ学校の生徒。
先代の『節制』は彼女の父のおば（彼女から見ると大おば）。
テネブライモード時は頭と背中から光の翼（右翼は赤、左翼は青）が生え、頭上に天使の輪が浮かび、目つきが鋭くなる。コイン（片面に星、もう片面に蛸が描かれている）を使い、コインを殺到させて攻撃したり、近接戦闘ではコインから作り出した両刃の斧や槍を使用する。加えて、コインから盾を作り、仲間を守るといった攻守一体型の能力を発揮する。
長らくダエモニアのことを他人事と思っており、あかりやせいらのように信念を持ちながらダエモニア殲滅任務に臨むのではなく父の言うとおり警備の仕事をして金を稼いでいるとしか思っていなかった。そのため、当初はあかりとせいらの両者の理念にも中立的な立場であった。しかし、父の大学時代からの友人にして貧乏時代の恩人である貿易会社「ラ・マンチャ」の社長本田浩二郎（声 - 壇臣幸）がダエモニアにされてしまい、自らの手で殲滅したことからあかりの信念を理解した。
対カードに出合ったら命が惜しいから逃げる、と言った矢先に節制の対カードに遭遇した事で、他の仲間達とは異なり金儲けのためだけにダエモニア殲滅をしていた事に思い悩むが、父親との会話で何も持たない自分が仲間達の調節役であると思い至った事で自身の存在意義として、そしてあかり達を始め仲間のために何ができるのが一番か考えた結果、対カードと刺し違える事を決意。あかり達を結界で排除し対カードと一騎討ちの上に刺し違えて対消滅した。episodio XIIにて、対消滅現象からの生還を果たし、せいらとるなのピンチに突如現れ2人を救出する。その際、全身に金色の光を纏い、盾や戦斧を巨大化させるなどパワーアップしていた。
『幻影のメサイア』
あかり・シャルロット・舜蘭と共に余津浜支部で活動。

#### セフィロ・フィオーレ永瀧支部
エティア・ヴィスコンティ
声 - 遠藤綾
セフィロ・フィオーレ永瀧支部隊長。タロットカードは世界。3月21日生まれ。血液型はO型。
あかりが最初に出遭ったセフィロ・フィオーレの関係者。何よりも仲間の身の安全が大事だと考えており、タロット使い達を都合の良い駒としか見ていないラプラスに反発をすることも。アリエルとは長年一緒にいるが実はお互いの趣味を覚えていない。回想シーンでセフィロ・フィオーレ時代のひなたと仲良く暮らしていた。それから10数年経過しているため実年齢は20代半ば以上となるが不詳。最終回であらゆる世界に門を繋げることが出来る能力を使い、クレシドラと繋がりアリエルと共にあかり達を支援した。
アリエル・ヴァルティエル・ウェストコット
声 - 井上喜久子
セフィロ・フィオーレ永瀧支部副隊長。タロットカードは審判。10月20日生まれ。血液型はA型。
冷静で感情をあまり表に出さず、エティアのように情に流されているような発言も行わないものの、実質的にエティアと理念を同じにしており、自身の部下のタロット占い達が駒のように扱われている現状にはエティアほど明確ではないが苦悩や怒りの感情を抱いている様子もうかがえる。最終回ではエティアの能力で通じたクレシドラに審判の剣を投げ入れあかり達を支援した。
プリシラ・トワイライト
声 - 青木瑠璃子
あかりたちの先輩隊員。6月9日生まれ。血液型はB型。好物はタコライス。タロットカードは愚者。
陽気でサバサバした姉御肌。
テネブライモードでは、長く伸びた髪が二股に分かれて道化師の帽子のようになり、左目の周囲に赤い星型のフェイスペイントが入る。武器のナイフは直列に並べることで槍に変化させることも可能。
episodio Xで対カードの追跡を逃れるためにダミーカードを使おうとした際、逃げ遅れた子供をかばって重傷を負う。
メルティナ・メルヴィス
声 - 東山奈央
あかりたちの先輩隊員。2月14日生まれ。血液型はO型。好物は永瀧名物の「ハトシ」。タロットカードは魔術師。
大人の余裕を感じさせる知性派。
テネブライモードでは、黒い帽子や箒を携えた魔女らしい姿となる。武器は大砲や、ジャック・オー・ランタンを模した爆弾。
episodio Xで対カードとの戦闘によって重傷を負う。
天道 いつき（てんどう いつき）、天道 むつみ（てんどう むつみ）、天道 ななせ（てんどう ななせ）
声 - 種﨑敦美（3人とも）
ホムンクルス。タロットカードは運命の輪。ほぼ同じ容姿の3人で、白髪のボブカットの前髪を二つに括った幼い容姿。巫女を思わせる服を着ており、衣装が赤っぽいのがいつき、青紫なのがむつき、黒っぽいのがななせ。
タロット使いをダエモニアの下に転送する装置の操作やダエモニア殲滅戦の事後解析などを担当する。
お医者さんごっこが好き。
ラプラス
声 - 堀井茶渡
人語を喋る碧眼のカラス。左目に緑色の傷がある。レグザリオの使い魔で、レグザリオから永瀧支部を監視する任務を負っており、タロット使い達を"都合の良い駒"としか見ていない言動も作中でうかがえるが、エティアの心情に同情する事も有り、「自分は駒だ」と自らの立場にも悩んでいる風がある。運命論では予定説を支持しており、シュレディンガーとは意見が食い違う。
シュレディンガー
声 - 井澤詩織
人語を喋るオッドアイのネコ。ラプラスと同じくレグザリオの使い魔で、レグザリオから永瀧支部を監視する任務を負っているが、機密事項であるはずのあかりの出自を明かそうとするエティアを咎めてこの事をレグザリオに報告しに行ったラプラスに対し、当の彼は興味を優先してその事を咎めず一部始終を観察するなど、気分屋な所がある。「運命は箱を開けてみるまで分からない」と、運命論ではラプラスとは反りが合わない。

### サブキャラクター
心崎 冬菜（しんざき ふゆな）
声 - 佐倉綾音
あかりの従姉妹で下宿先の伯父夫婦の娘。文学少女（読むのも書くのもする）であり、成績は優秀であかりとは違いしっかり者の現実主義者だったが、人気のある彼女と優等生を演じなければならない自分との差に悩み、第1話でダエモニアと化してあかりを襲うが、覚醒した彼女に殺害される。
図らずもあかりがタロット使いとして覚醒するきっかけとなり、彼女が初めて殲滅したダエモニアである。あかりはセフィロ・フィオーレに入って最初の討伐まで彼女のことを忘れていたが、殲滅の際のショックで記憶がよみがえった。2話以降も回想シーンなどで登場しあかりの思考や行動に少なからず影響を与え、殺害することで殲滅する以外にダエモニアと化した人間を救う方法をあかりが模索するきっかけとなった。彼女の遺品であるノート（日記）はあかりの手に渡った当初は白紙だらけだったが、話が進むにつれて元々書いてあったことが順不同で現れている。
両親はじめ他の人々の記憶から忘れ去られた後も基本的にはタロット使いとしての使命と自責の念の間で板挟みとなるあかりの心に葛藤を起こし、彼女に関する記憶があかりを悩ませ続ける。
太陽 ひなた（たいよう ひなた）
声 - 久川綾
あかりの母親。生前はセフィロ・フィオーレに所属し表向きは占い師をしていたが、3年前に他界。永瀧の母の所に身を寄せた時には既に自分の命が長くは無い事を悟っていたため、彼女にあかりのことを頼むと何度も頼んでいた。あかりと同じく太陽のような性格であったと語られている。
永瀧の母（ながたきのはは）
声 - 内野真生
占い師の中年女性。生前のひなたのことをよく知っている。あかりのアルバイト先の占い館では一番のベテラン。あかりに頼まれ、永瀧支部を焼け出された永瀧支部のメンバーを快く保護してくれた。
リムロ、華夢（はなゆめ）
声 - 高橋未奈美（リムロ）、近藤浩徳（華夢）
2人ともひなたのアルバイト先の占い師。リムロは色黒の肌に濃いアイシャドウとターバンをした、豊満なバストが特徴の若い女性でクールな性格。一方、華夢はオネエ言葉を使うオカマ。「占いの館」は当初の場所がダエモニア化した男の襲撃によって焼失したため、別の場所（旧グラバー住宅がモデル）を借りている。
ケルブレム
ディアボロス・タロットを操り、人々を（ほとんどの場合は無理矢理）ダエモニアにしている意志あるダエモニア。タロットカードは太陽。レグザリオへの助力を口実に動いている。その姿は変幻自在で、占い師の少年（声 - 近藤隆）、少女（声 - 洲崎綾）、セクシーな女性（声 - 葉山いくみ）、幼女（声 - 久野美咲）の姿が確認されている他、袴やあかりなど他人の姿に化ける事も出来る（タロット使いの体質や能力までは真似できない）。エティアの名前や、るなのあかりへの執着心を知っているなど、セフィロ・フィオーレの内情を知っている模様。時には袴の依頼で（袴は政敵を失脚させろとしか頼んでいないが）間接的な殺人などをしたり、るなをダエモニア化の実験として襲撃するなどの実力行使もする。またあかりを「太陽の申し子」と言い、クレシドラで彼女と交配しダエモニアの繁栄の道へ導こうと企てている。
相手の心の闇を抉る発言や気持ちを逆撫でしたり挑発する発言を多発し、特にあかり・せいら・るなに対しては「友達ごっこ」や「偽善」と言った辛辣な発言をした。これは「元来人間は自分の利益しか考えない利己的で愚かな生き物」というケルブレムの理念に基づく発言である。
袴 田一郎（はかま でんいちろう）
声 - 山本兼平
ケルブレムが作るダエモニアを利用して邪魔者を排除している代議士。野心が深く自身の利益にしか眼中が無いような言動をとるので、ケルブレムからは「豚」と陰口をいわれている。
白金 弥太郎（しろかね やたろう）
声 - 天田益男
ぎんかの父。典型的な関西人のノリの暑苦しい中年男性で、娘ぎんかとの仲は良好。若い時にたこ焼き屋の経営に失敗して借金に苦しむが、自身の開発した「家庭用たこ焼き器」（音声ガイド付き）がヒットしたことからディスカウントチェーンを開業し、成功者となった。
過去の反動からぎんかと同じく物が溢れた場所で無いと落ち着かない性分。
些細なクレーム処理に自ら赴くなど顧客第一をモットーにした経営をしており、貧乏のどん底から現在の成功に至ったことへの世間への恩返しと、先代の「節制」であった自分のおばのこともあってセフィロ・フィオーレについてもその存在に理解を示し、多額の寄付をしている。セフィロ・フィオーレのパトロンにして「節制」の血筋であることからもダエモニアに殺される危険性が高いため、護身用に「節制」の護符を持ち歩いている。
ぎんかが対カードとの戦闘時において一時的に消滅した後のあかりとの会話の内容から、自身の娘が相当危険のある任務についている事に関してはある程度覚悟はしている模様。

### 小説版の登場人物
アメリー・ラムール
あかりの母であるひなたの友人。タロットカードは恋人。ひなたと共にセフィロ・フィオーレ余津浜校に入学する。フランス出身。
のんびり屋で夢見がちな性格。運動神経は悪いが裁縫が得意で、ファッション雑誌を愛読する。
叔母から能力を受け継いでいる。テネブライモード時の武器はボーガン。後に能力が向上し、オレンジ・ブロッサムの花びらを使った幻惑能力に目覚める。
高取 肇（たかとり はじめ）
セフィロ・フィオーレ内の研究所に15歳で入った秀才。
やや長めの前髪とセルリアン・ブルーの瞳をもち眼鏡をかけている。
タロット使いに欠番が生じた際、タロット使いでなくてもアストラルクスに入り戦うことができるカード「デュプリケート・カード」を作るため、ダエモニアの研究を行っている。研究以外に関心を持たない。
同様に人間に対しても無関心であり、研究協力の名目で研究室を訪れたアメリーとひなたに対して悪態をつき、アメリーの反感を買った。
白井教授（しらいきょうじゅ）
ダエモニア研究の第一人者。産学連携の一環として呼ばれた某大学の教授であり、本来は宗教学や人文学を専門としている。
優秀な研究者である高取と手を組もうとするが拒絶され、対立していく。

## 用語
タロット使い
この作品の設定としては、悪魔のタロット「ディアボロス・タロット」によって乗っ取られこの世界に厄災をもたらす人間たち「ダエモニア」を殲滅するというのが彼女らの存在理由とされている。力が覚醒するのは原則として12、3歳頃。原則として資質を持った人間しかなれない。普段の姿を「ルーメンモード」、アストラルクスで戦闘を行う際の姿を「テネブライモード」という。
タロット使いとその血筋の者はダエモニアとその創造者から目の仇にされており、出会った場合は真っ先に殺害される対象となる。そのため、タロット使いではないタロット使いの血筋の者は、自らの血筋の護符を護身用に持ち歩いている。
あかりたちを含めて21人のタロット使いがいるという事はアニメ本編で語られたが、アニメ本編においてはセフィロ・フィオーレ永瀧支部のタロット使いたち以外のタロット使いは登場しておらず、それに関する情報も下記のモスクワ支部のタロット使い（それも本名や能力や経歴などの具体的な情報は一切なし）を除いて一切紹介されていない。
セフィロ・フィオーレ
タロット使いたちの育成機関。表向きは占い師養成学校。世界各地に支部がある。なお、他国の他の支部の情報についてはアニメ本編ではいくつか出てきたものの、名前のみの登場である。また日本国内の他の地域のセフィロ・フィオーレの支部についてはアニメ本編では語られておらず、小説版では余津浜校のみが登場した。
セフィロ・フィオーレ永瀧支部
あかりたちが通うセフィロ・フィオーレの支部校。ここの支部校の特色としては「戦闘技術に関しては実戦経験を通して学ぶ」ということを原則にしており、戦闘に特化した訓練や授業は行われていない。知識面中心の授業が専門的に行われており、その他は体育といった普通の学校と何ら変わらないカリキュラムとなっている。ただし、せいらのような自主的に日々の身体の鍛練に臨む人間のためにトレーニングルームが設置されている。episodio Xでケルブレムの依頼で袴が流した噂（ダエモニアの所行を全て永瀧支部のせいにした）が原因の暴動に巻き込まれ地上部分が焼失した。
セフィロ・フィオーレモスクワ支部
アニメ本編では名前のみ登場。episodio VIIで対消滅現象で消滅したと報告された「恋人」のタロット使いが所属していた。
アイオーン・タロット
「エレメンタル・タロット」と「ディアボロス・タロット」の元となったタロットカード。タロットカードがカバラ思想のセフィロトの木の22本のパス（道）に由来するという説を基に作られた。
ディアボロス・タロット
不幸を招くタロットカード。人の運命を弄る目的で作られた。分裂することによって増殖していく。人間の欲望や心の弱さにつけ込み、人間をダエモニアという化物へと変える。大アルカナ22枚が存在する。
エレメンタル・タロット
自然の力を根源とするタロットカード。血統によって引き継がれ、所有者の子や孫へその力が遺伝する。大アルカナ22枚が存在する。
ダミーカード
後述の対消滅現象対策として天童姉妹が作ったダミーのエレメンタル・タロット。対応する対カードのダエモニアの注意を一時的にそっちに惹き付ける事が出来る。
ダエモニア
ディアボロス・タロットによって、魂を乗っ取られ、化物と化した人間のこと。カードが分裂することにより個体を増やしていく。乗っ取られる側の人間は、乗っ取られる以前から現実世界で何らかの重大な悩み・苦しみ・悲しみ、もしくは歪んだ欲望・思想を抱えており、それらの「負の感情」をディアボロス・タロットにつけ込まれ、ダエモニアと化してしまう。その後は破壊・殺戮行動を繰りかえし、この世界に災いをもたらす。破壊・殺戮行為を行っているダエモニアはタロット使いにしか視認できず、その行為は他の者には自然現象や事故にしか見えない。後述の月詠るなのケースを除き、破壊・殺戮行動を行わないときは、外見は普通の人間と変わらない姿をしており、通常の人間らしい社会生活を送ることも可能。しかし、ディアボロス・タロットの支配と呪縛からは未来永劫逃れられることはない。その破壊・殺戮行動を無力化させるには、そのダエモニアがもつディアボロス・タロットを破壊し、その人間の生命活動を停止させること、すなわち殺害することで殲滅する以外には手段がない。ダエモニア化は感染症と同じで、その増殖自体には意志は無いとされているが、ケルブレムのように感染源自体が意志を持って感染させている場合は話は別である。タロット使いでなければ殲滅はできないが、タロット使いの血筋の者が持つ護符で目晦まし程度の応戦はできる。体のどこかにディアボロス・タロットを内包したコアがあり、ここが急所となっている。なお、ダエモニア殲滅終了後は現実世界の全ての人間がそのダエモニアとなってしまった人物に関する全ての記憶を喪失する。
アニメ本編の月詠るなのケースは通常のダエモニア化とは異なる。まずケルブレムの手によってディアボロス・タロットのエネルギーに体内を侵食された後、テネブライモード時と同じく前頭部に獣耳が生えたのち、狼のような姿となった。その身体の変化は元の人間の原形を比較的保っていたものの、攻撃・破壊行動はしていない通常時においてもその姿のままであり、人間の言葉は全く話せなくなった。このため、ダエモニアと化したるなをケルブレムは常に人里離れた場所で隔離し管理していた。これらのことから、るなのダエモニア化の場合、通常のダエモニアと違い、もはや通常の人間生活は送れない状態となった。
過去の戦争でダエモニアが原因になったものはこと欠かない。現在、永瀧で起きているダエモニアの大量発生にはダエモニアを使って政敵を殺した者がいる。
対カード
エレメンタル・タロットとディアボロス・タロットの同じ種類のカードを互いに対カードと呼ばれる。ディアボロス・タロットの対カードはダエモニアの分裂体のオリジナルであり、殲滅することで同じ絵柄のディアボロス・タロットから生まれたダエモニアも全ての消滅する。このオリジナルのダエモニアは後述の対消滅を起こすため、それまでダエモニア側も対消滅を避けるために同じ絵柄のタロット使いと出会わないようにしていたと思われていた。しかし、episodio VIIで「恋人」のタロット使いが対消滅したとモスクワ支部からの報告があり、episodio VIIIではケルブレムの手によって「節制」の対カードがあかり達の前に姿を現した。対カードの姿や能力は、対応する絵柄の対カードのタロット使いとよく似ており（ダエモニアの対カードの色は影のように暗い）、永遠の命と対カードとの融合を望む発言をしていた。
対消滅現象
ディアボロス・タロットとエレメンタル・タロットは元々1つのアイオーン・タロットが分裂した物であり、いわば、1枚のカードの裏表の関係である。そのため親和性が高く、タロット使いがオリジナルのディアボロス・タロットを攻撃すると、相手が受けたダメージをその対カードのタロット使いも受けてしまう（どのタロット使いからの攻撃も対カードのタロット使いが負傷することになる）。対カードを殲滅させると、同じ絵柄のディアボロス・タロットから生まれたダエモニア全ての消滅と引き換えにタロット使いも消滅してしまう。これを対消滅現象と呼ぶ。この現象は理論上は起こりえる事として知られていたが実際には物語開始前には起きておらず、「恋人」のタロット使いが対消滅したことにより初めて確認された。現在、対消滅のリスクを回避する方法は無く、対カードと遭遇した際は逃げる以外の手立ては無い。
ただし、白金ぎんかも同じ状況に陥ったが、アニメ本編終盤でその状況から生還した彼女曰く「あの世みたいな場所に行ったが、そこでも対カードと戦っていたところ、あかりの声がして、急に力が湧いてきて対カードを完全に倒した結果対カードと融合し、現世に戻ってきた。」と語っているが、何故彼女が生還できたかについての詳細な原因はアニメ本編では一切解明されていない。
新型ダエモニア
『幻影のメサイア』に登場。
個人ではなく複数人が一体となって生まれることが特徴で、ルーシアは「集団内の総意や集合的無意識といった『複数人が持つ負の感情』から生まれるのではないか」と推察している。その性質上、元となった人間を集合意識から切り離すことで救出できるのではないかと考えられている。
最大の特徴はコアが無いこと。そのため、飽和攻撃などで全身を消滅させる攻撃が有効。
アストラルクス
ダエモニアが現実世界の破壊・殺戮行動を行い、タロット使いがダエモニアと戦う異次元の世界。タロット使いは鳥かごの形をした転送装置を使ってこの世界に送られる。
ダエモニアやタロット使いの追跡はアストラルクスの解析で行う。その階層は何層かに分かれているが、奥の階層がどうなっているかは不明。様々な感情や欲望、潜在意識が飛び交っている場所。天童姉妹によると、レグザリオは現在アストラルクスの研究費を出してくれない。
クレシドラ
アストラルクスの上位の階層に存在する高次元世界。現実世界では交配できないダエモニアと人間を交配できる世界。緑色の玉をいくつか絡ませた蔦の寄せ集めのようなセフィロトの木が立っている。
クレシドラの番人
人型の樹木の様な姿をしており、小アルカナのカードによって動いている。
レグザリオ
セフィロ・フィオーレの上部組織。ダエモニア化した者に関わる記憶を人々から消しているのはこの組織の仕業。セフィロ・フィオーレにダエモニア殲滅の指令を与えているが、ケルブレムにも命令を与えており、ダエモニアが起こした一連の事件の黒幕であるため、その存在や実体、目的などは今の所一切分からない。
ケルブレムの実験のパトロンをしていたが、勝手な行動を取るケルブレムには手を焼いており、さらに彼があかりを誘拐したことで彼の実験がこれ以上進む事を拒否（レグザリオ自体は現状維持を望んでおり、ケルブレムの実験が進めば様々な力がいびつになるため）、彼を止める事を決定し、セフィロ・フィオーレ永瀧支部のメンバーに彼の“処理”を命じた。
アニメ本編では明かされないオリジナルエピソードを追加した漫画版では、袴の下にケルブレムを送り込んだ経緯が明かされているほか、彼と契約して互いの利になるように行動している節もある。

## スタッフ
- 原作 - sole;viola[注 9]
- 原案 - 赤城晴康、田中秀典
- 監督 - 草川啓造
- 構成・脚本 - 伊藤美智子
- キャラクター原案 - あかつきごもく
- キャラクターデザイン・総作画監督 - 友岡新平
- クリーチャーデザイン - 小田裕康
- タロットカードデザイン - 午前4時、細井綾
- 武器デザイン - 湯之上司
- 美術監督 - 木下了香、小濱俊裕
- 美術設定 - 青木薫
- 色彩設計 - 松山愛子
- コンポジットディレクター - 今泉秀樹、平林奈々恵
- 3DCGI - 井口光隆
- 編集・アニメーションプロデューサー  - 櫻井崇
- 音楽 - 加藤達也[注 10]
- 音楽制作 - アニプレックス
- 音響監督 - 岩浪美和
- プロデューサー - 横山朱子、赤城晴康、西出将之、田中文啓、小田ツヨシ、麻生一宏
- 制作プロデューサー - 笠原直徒
- アニメーション制作 - AIC
- 製作 - Progetto 幻影太陽（アニプレックス、アニマ[11]、AIC、朝日放送、ブシロード、グッドスマイルカンパニー、NAS）

## 主題歌
オープニングテーマ「träumerei」（第1話 - 第11話、第14話）
作詞・作曲 - HIDEO NEKOTA / 編曲 - akkin / 歌 - LiSA
※第12話は不使用、第13話は挿入歌として使用。
エンディングテーマ「-Mirage-」
作詞 - hotaru / 作曲・編曲 - 小森茂生 / 歌 - 岡本菜摘

## 各話リスト
番外編の『episodio XIV 踏み込めない心』は、アニメ本編のプロローグ的なエピソードである。
| 話数                | サブタイトル                                                                          | 絵コンテ | 演出       | 作画監督                                                      | 総作画監督        | 予告カード    |
| ------------------- | ------------------------------------------------------------------------------------- | -------- | ---------- | ------------------------------------------------------------- | ----------------- | ------------- |
| episodio I          | 太陽の黒点                                                                            | 草川啓造 | 小平麻紀   | 玉木信吾、山本周平 森前和也                                   | 友岡新平          | 19番 太陽     |
| episodio II         | 血塗られた未来                                                                        | 林宏樹   | 仁昌寺義人 | 牧野竜一                                                      | 友岡新平          | 00番 愚者     |
| episodio III        | とむらいの声                                                                          | 吉田泰三 | 駒屋健一郎 | 三輪幸彦、横田拓己 森前和也、高橋英宣 斉藤真由、深川香純      | 玉木慎吾          | 15番 悪魔     |
| episodio IV         | これは絵なのだろうか?                                                                 | 小坂春女 | 安藤貴史   | 梶浩之、太田都 山本周平、玉木慎吾                             | 友岡新平          | 14番 節制     |
| episodio V          | ああ、金、金! この金のために どれほど多くの悲しいことが この世に起こることであろうか! | 小坂春女 | 池端隆史   | 森前和也、山内則康 太田都、深川可純 三輪幸彦、小林真平 谷拓也 | 玉木慎吾          | 17番 星       |
| episodio VI         | 星とともの果てに                                                                      | 林宏樹   | 鈴木薫     | 牧野竜一                                                      | 友岡新平          | 03番 女帝     |
| episodio VII        | 華麗なる休暇                                                                          | 田所修   | 小平麻紀   | 斉藤真由、深川可純                                            | 玉木慎吾          | 01番 魔術師   |
| episodio VIII       | こぼれおちる水                                                                        | 小坂春女 | 安藤貴史   | 三輪幸彦、太田都 森前和也、梶浩之 鈴木勇、小林真平            | 玉木慎吾 友岡新平 | 18番 月       |
| episodio IX         | 月の光、太陽の陰                                                                      | 林宏樹   | 小林孝志   | 猪股雅美、志賀道憲 永野孝明、諸石美雪 山田裕子                | 友岡新平          | 04番 皇帝     |
| episodio X          | 燃え尽きるような                                                                      | 田所修   | 岩田義彦   | 糟谷健一郎、鈴木勇 森前和也                                   | 玉木慎吾          | 10番 運命の輪 |
| episodio XI         | 君のみち                                                                              | 大畑晃一 | 玉田博     | 三輪幸彦、太田都 梶浩之、永野孝明 志賀道憲                    | 友岡新平          | 20番 審判     |
| episodio XII        | 運命の選択                                                                            | 遠藤広隆 | 小平麻紀   | 猪股雅美、小林真平 森前和也、諸石美雪 鈴木勇                  | 玉木慎吾          | 21番 世界     |
| episodio XIII       | 太陽の微笑み                                                                          | 林宏樹   | 林宏樹     | 牧野竜一、太田都 三輪幸彦                                     | 友岡新平          | -             |
| 番外編 episodio XIV | 踏み込めない心                                                                        | 島津裕行 | 南川達馬   | 森前和也、三輪幸彦 小林真平                                   | 友岡新平          | -             |

## 放送局
| 放送地域                               | 放送局                                 | 放送期間                               | 放送日時                               | 放送系列                                | 備考                                         |
| 事前特番『「幻影ヲ駆ケル太陽」ノ世界』 | 事前特番『「幻影ヲ駆ケル太陽」ノ世界』 | 事前特番『「幻影ヲ駆ケル太陽」ノ世界』 | 事前特番『「幻影ヲ駆ケル太陽」ノ世界』 | 事前特番『「幻影ヲ駆ケル太陽」ノ世界』  | 事前特番『「幻影ヲ駆ケル太陽」ノ世界』       |
| -------------------------------------- | -------------------------------------- | -------------------------------------- | -------------------------------------- | --------------------------------------- | -------------------------------------------- |
| 東京都                                 | TOKYO MX                               | 2013年6月28日                          | 金曜 0:00 - 0:30（木曜深夜）           | 独立局                                  |                                              |
| 日本全域                               | BS11                                   | 2013年7月5日                           | 金曜 0:00 - 0:30（木曜深夜）           | BS放送                                  | 『ANIME+』枠                                 |
| 本放送                                 |                                        |                                        |                                        |                                         |                                              |
| 東京都                                 | TOKYO MX                               | 2013年7月6日 - 9月28日                 | 土曜 23:30 - 日曜 0:00                 | 独立局                                  | 『E!TV』枠                                   |
| 栃木県                                 | とちぎテレビ                           | 2013年7月6日 - 9月28日                 | 土曜 23:30 - 日曜 0:00                 | 独立局                                  |                                              |
| 群馬県                                 | 群馬テレビ                             | 2013年7月6日 - 9月28日                 | 土曜 23:30 - 日曜 0:00                 | 独立局                                  |                                              |
| 福岡県                                 | TVQ九州放送                            | 2013年7月9日 - 10月1日                 | 火曜 2:30 - 3:00（月曜深夜）           | テレビ東京系列                          |                                              |
| 韓国全域                               | ANIPLUS                                | 2013年7月9日 - 10月1日                 | 火曜 23:30 - 水曜 0:00                 | CS放送 IP放送 ケーブルテレビ ネット配信 | 19歳以上視聴可で放送 韓国語字幕あり          |
| 千葉県                                 | チバテレビ                             | 2013年7月10日 - 10月2日                | 水曜 1:00 - 1:30（火曜深夜）           | 独立局                                  |                                              |
| 神奈川県                               | テレビ神奈川                           | 2013年7月11日 - 10月3日                | 木曜 1:30 - 2:00（水曜深夜）           | 独立局                                  |                                              |
| 近畿広域圏                             | 朝日放送                               | 2013年7月11日 - 10月3日                | 木曜 2:13 - 2:43（水曜深夜）           | テレビ朝日系列                          | 製作委員会参加 『水曜アニメ〈水もん〉』第1部 |
| 埼玉県                                 | テレビ埼玉                             | 2013年7月12日 - 10月4日                | 金曜 1:35 - 2:05（木曜深夜）           | 独立局                                  |                                              |
| 愛知県                                 | テレビ愛知                             | 2013年7月12日 - 10月4日                | 金曜 2:35 - 3:05（木曜深夜）           | テレビ東京系列                          |                                              |
| 日本全域                               | ニコニコ生放送                         | 2013年7月12日 - 10月4日                | 金曜 23:30 - 土曜 0:00                 | ネット配信                              | [ 注 13 ]                                    |
| 日本全域                               | ニコニコチャンネル                     | 2013年7月13日 - 10月5日                | 土曜 0:00 更新（金曜深夜）             | ネット配信                              |                                              |
| 日本全域                               | バンダイチャンネル                     | 2013年7月13日 - 10月5日                | 土曜 0:00 更新（金曜深夜）             | ネット配信                              |                                              |
| 日本全域                               | GYAO!                                  | 2013年7月13日 - 10月5日                | 土曜 0:00 更新（金曜深夜）             | ネット配信                              |                                              |
| 日本全域                               | ひかりTV                               | 2013年7月13日 - 10月5日                | 土曜 0:36 - 1:06（金曜深夜）           | ネット配信                              |                                              |
| 日本全域                               | BS11                                   | 2013年7月13日 - 10月5日                | 土曜 23:30 - 日曜 0:00                 | BS放送                                  | 『ANIME+』枠                                 |
| 日本全域                               | アニマックス                           | 2013年7月24日 - 10月16日               | 水曜 22:00 - 22:30                     | アニメ専門BS/CS放送                     | リピート放送あり                             |

## BD / DVD
BD / DVD完全生産限定版、DVD通常版の3種類が発売された。ジャケットはBD / DVD完全生産限定版も通常版も、キャラクターデザインを担当した友岡新平の描きおろしのイラストである。
完全生産限定版として各巻には特典CD、キャラクター原案を担当したあかつきごもくの描き下ろしジャケット、友岡新平の描き下ろしケース、タロットカードデザインを担当した午前4時のエレメンタル・タロットカードが1枚それぞれ収録されている。また、第1巻にはあかつきごもくのキャラクター原案設定集、ライブイベント『幻影ヲ駆ケル太陽〜il sole carnevale〜』のイベントチケット優先販売申込券が収録されていた。
| 巻 | 発売日         | 収録話             | 規格品番  | 規格品番  | 規格品番  | 特典CD                                       | エレメンタル・ タロットカード |
| 巻 | 発売日         | 収録話             | BD限定版  | DVD限定版 | DVD通常版 | 特典CD                                       | エレメンタル・ タロットカード |
| -- | -------------- | ------------------ | --------- | --------- | --------- | -------------------------------------------- | ----------------------------- |
| 1  | 2013年9月25日  | 第1話 - 第2話 特番 | ANZX-6351 | ANZB-6351 | ANSB-6351 | キャラクターイメージソング（あかり・せいら） | 太陽                          |
| 2  | 2013年10月23日 | 第3話 - 第4話      | ANZX-6353 | ANZB-6353 | ANSB-6353 | キャラクターイメージソング（るな・ぎんか）   | 星                            |
| 3  | 2013年11月27日 | 第5話 - 第6話      | ANZX-6355 | ANZB-6355 | ANSB-6355 | キャスト座談会                               | 運命の輪                      |
| 4  | 2013年12月25日 | 第7話、第14話      | ANZX-6357 | ANZB-6357 | ANSB-6357 | オリジナルサウンドトラックvol.1              | 愚者                          |
| 5  | 2014年1月22日  | 第8話 - 第9話      | ANZX-6359 | ANZB-6359 | ANSB-6359 | キャラクターラジオCD                         | 魔術師                        |
| 6  | 2014年2月26日  | 第10話 - 第11話    | ANZX-6361 | ANZB-6361 | ANSB-6361 | オリジナルサウンドトラックvol.2              | 月                            |
| 7  | 2014年3月26日  | 第12話 - 第13話    | ANZX-6363 | ANZB-6363 | ANSB-6363 | カラーブックレット                           | 節制                          |

## メディアミックス

### 漫画
加藤コウキの作画による漫画が『ガンガンONLINE』（スクウェア・エニックス）にて2013年6月27日から2014年2月20日まで配信された。

#### 単行本
- 『幻影ヲ駆ケル太陽』 / 原作：sole;Viola / 作画：加藤コウキ（ガンガンコミックスONLINE）

1. 2013年7月22日発売 ISBN 978-4-7575-4009-5
2. 2013年9月27日発売 ISBN 978-4-7575-4081-1
3. 2014年3月22日発売 ISBN 978-4-7575-4245-7
4. 2014年3月22日発売 ISBN 978-4-7575-4246-4

### 小説
伊藤美智子（アニメのシリーズ構成・脚本担当）・作、あかつきごもく（キャラクター原案担当）・イラストの小説『幻影ヲ駆ケル太陽 〜こぼれ落ちるは運命の砂〜』が『月刊ニュータイプ』（角川書店）2013年7月号から11月号まで連載された。ストーリーは主人公のあかりの母・ひなたを中心に描く。なお、公式サイトでは『ニュータイプ』発売日の毎月10日に先月号掲載分が更新され、読むことができた。

## Webラジオ
『幻影ヲ駆ケルRadio』は、2013年6月27日から2013年12月26日まで公式サイトおよびHiBiKi Radio Stationにて隔週木曜日に配信されたラジオ番組。パーソナリティは、月詠るな役の徳井青空と白金ぎんか役の巽悠衣子が務める。

## 幻影に舞う白銀
本作の平行世界での出来事を描くウェブ小説として、2015年3月よりアニマの「幻影シリーズ」サイトにて連載開始。作者はおかず＆狭山葵、イラストは内藤隆。
舞台はセフィロ・フィオーレのアメリカ支部で、物語は永瀧での事件から遡ること3ヶ月前に始まる。

### 登場人物
シルヴィア・レンハート（Silvia Leonhart）
声 - 福圓美里
本作の主人公。タロットカードは正義。騎士の家系出身の令嬢で自身も騎士であることから「白氷の銀騎士」の異名を持つ。
テネブライモードでは銀甲冑の騎士「デュランダル」を召喚する。
『幻影のメサイア』
ロンドン支部で活動。
ヴァネッサ・ディ・ファルコーネ（Vanessa di Falcone）
声 - 植田佳奈
ロンドン支部の「一番隊」隊長。タロットカードは皇帝。イタリアのマフィア出身であるためか男勝りの性格。
武器は剣。
ルーシア・ナイトウォーカー（Lusia Nightwalker）
声 - 堀越せな
タロットカードは死神。自分の身長と同じ長さを持つデスサイズを自由に操る。エレンとはコンビを組んでいるが、タロット使いとしての職務に関しては一種の諦めを持っているようで義務的に受け入れている。正体はヴァンパイア。
人外の身体能力を持ち、単騎での戦闘力は組織内でも最強。
エレン・ライオット（Ellen Riot）
声 - 茜屋日海夏
タロットカードは塔。世界的なギタリストで、速弾きと破壊的な曲で人気。ルーシアとコンビを組んでいるが、ダエモニアとダエモニア憑きの人間に同情してしまう一面も。
テネブライモードではエレキギターをかき鳴らし、雷と轟音を発生させる能力を持つ。
優希 万梨亜（ゆうき まりあ）
声 - 下屋則子
タロットカードは女帝。動物と会話できる心優しい少女。将来の夢は獣医。
テネブライモードでは火の鳥（フェニックス）や白い狼、ユニコーンといった幻獣を使役して戦う。
メーガン・ブラックバーンズ（Meghan Blackburns）
声 - 本多真梨子
タロットカードは悪魔。悪魔部隊のリーダー。口当たりのいい言葉で場を和ますが、他者を口車に乗せて操る詐欺師のような一面を持つ。
圧倒的な戦闘力の持ち主。
ミレイユ・皇（すめらぎ）
声 - 大久保藍子
タロットカードは女教皇。百合的な意味でシルヴィアに憧れを抱いている。
テネブライモードではランスを操る。
『幻影のメサイア』
永瀧支部で活動。
シャルロット・シュタインベルグ（Charlotte Steinberg）
声 - 星守紗凪
タロットカードは戦車。ドイツの軍事企業「シュタインベルグ社」の令嬢。自身も武器が好きでセフィロ・フィオーレにも武器を提供しているが、戦争は得意ではなくあくまで武器は抑止力と言う考えを持つ。
テネブライモードでは2丁の銃を武器とする。
『幻影のメサイア』
あかり・ぎんか・舜蘭と共に余津浜支部で活動。
クリスチャン・アイヴォリー（Christine Ivory）
声 - 朝日奈丸佳
タロットカードはアメリーと同じ恋人。世界的クラブチェーンの令嬢。変な男ばかり寄ってくる体質の内面を見抜くタロット使いであるため、主に情報収集や調査を担っている。
テネブライモードでは薔薇を武器とする。
麟 舜蘭（りん しゅんらん）
声 - 大橋歩夕
タロットカードは力。タロット使いの中ではかなりの食いしん坊。
テネブライモードでは尾が生えたり左側にトラの耳や脚の縞が発現したりしたホワイトタイガーを思わせる姿となり、鉤爪を武器にダエモニアと戦う。
『幻影のメサイア』
あかり・ぎんか・シャルロットと共に余津浜支部で活動。
藤隠雫（ふじかげ しずく）
声 - 望田ひまり
タロットカードは隠者。凄腕のハッカーかつ異常なまでの記憶力の持ち主で、「ワンマンシンクタンク」の異名を持つ。ひねくれ者且つ引きこもり。お菓子をあげると動くなど挙動不審な行動をとる。
逆巻 霧依（さかまき きりえ）
声 - 大谷美貴
タロットカードは吊るされた男。秘密の実験に明け暮れているが、ダエモニアには興味がなく、人体実験までやらかそうとするマッドサイエンティスト。
マルゴット・ブライトクロス（Margot Brightcross）
声 - 萱沼千穂
タロットカードは教皇。セフィロ・フィオーレのNo.3。外部との交渉でエティアとアリエルを助けている。
テネブライモードでは背に翼が生えた天使のような姿となり、手に杖を持つ。
『幻影のメサイア』
永瀧支部で活動。

### イメージソング
I
作詞・作曲・歌 - カノエラナ

## 幻影のメサイア BLOOD of FORTUNE
2018年2月から2019年11月にかけてアニマの『幻影シリーズ』サイトにて連載されたWEB小説で、同シリーズの最終章。作者は狭山葵、イラストは鴨見カモミ。

### 登場人物
『太陽』『白銀』両方の人物が登場する。ここで紹介するのは本作が初出のキャラクター。
1期生
セフィロ・フィオーレが試験運用中だという3人組の少女。それぞれがコードネームを持ち、お揃いの制服を着用する。自称「タロット使いのなり損ない」。
「武装レベル」という概念を持ち、レベルによって使用武器が変わる。
- レベル1 コンバット：長い銃身の拳銃を扱う。
- レベル2 アサルト：ナイフが武器。

アルテミス
1期生・アルテミス隊のリーダー。紫紺の長髪が特徴。任務中は機械的な口調で喋る。メーガンの指揮下にある。
ブリジット
アルテミス隊のメンバー。
クロノス
アルテミス隊のメンバー。

### イメージソング
彷徨える現実（）
歌 - 星守紗凪
作詞・作曲 - 河合英嗣

### ドラマCD
全2巻。
- Vol.1『才能（）と逃避と友情と』
- Vol.2『アウェイクニング・フォークロア』